# Taifa Algeciras

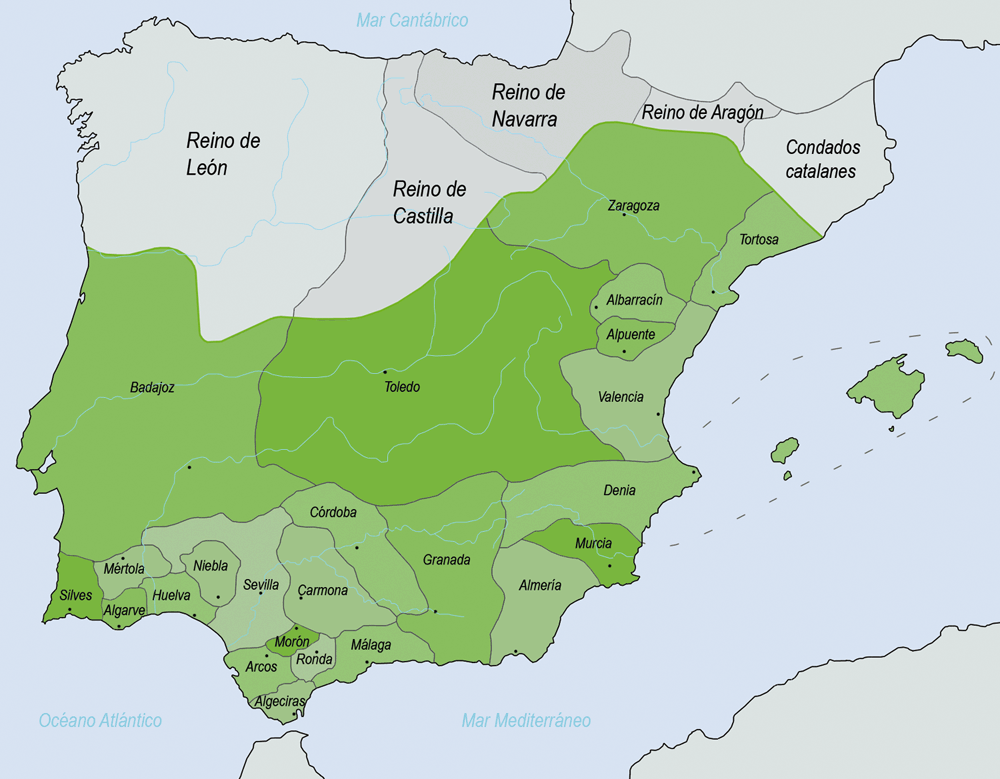
Ligging t.o.v. andere taifa's

De taifa Algeciras was een emiraat (taifa) in de regio Andalusië in het zuiden Spanje. De taifa kende een onafhankelijke periode van 1035 tot 1058. De stad Algeciras (Arabisch: al-Djazira al-Hadrá) was de hoofdplaats van de taifa.
Toen Suleiman ibn al-Hakam aan de macht was gekomen in het kalifaat Córdoba gaf hij in 1013 Algeciras aan de Berberfamilie Banu of Beni Hammud, als dank voor de hulp die zij hem hadden gegeven. Al-Qasim al-Mamun werd de eerste emir van Algeciras. Hij werd later in 1018 kalief van Córdoba.
Zijn neef Yahya ibn Ali ibn Hammud al-Mu'tali, de voormalige kalief van Córdoba (1021 tot 1023 en van 1025 tot 1026) annexeerde Algeciras in 1035 namens de taifa Málaga. In 1039 werd Mohammed ibn al-Qasim, zoon van al-Qasim, emir van Algeciras.
In 1055 verscheen Al-Mu'tamid, emir van Sevilla, onder de muren van Algeciras en dwong hij Mohammed uit de taifa te vertrekken en annexeerde deze.

## Lijst van emirs
Banu Hammud
- Al-Qasim al-Mamun: 1013–?
- Yahya ibn Ali ibn Hammud al-Mu'tali: 1035
- Mohammed ibn al-Qasim: 1039–1048
- Al-Qasim al-Wathiq: 1048–ca. 1055
- Aan taifa Sevilla: ca. 1055–1160
- Aan Almohaden uit Marokko: 1160–1238
- Aan koninkrijk Granada: 1238–1344
- Aan koninkrijk Castilië: 1344–1368
- Aan koninkrijk Granada: 1368–1309
- Aan koninkrijk Castilië: 1309